# Stanisław Powołokin
Stanisław "Stas" Powołokin (ros. Станислав "Стас" Поволокин; ur. 1983) – rosyjski kulturysta oraz trójboista siłowy.

## Życiorys
We wrześniu 2002 roku brał udział w Mistrzostwach Sankt Petersburga i obwodu leningradzkiego w kulturystyce. W kategorii wagowej do 80 kg zajął piąte miejsce. W ciągu następnych lat rozbudowywał swoją muskulaturę. W październiku 2016 wystąpił na Mistrzostwach Sankt Petersburga, startując w kategorii wagowej 95 kg. Wywalczył brązowy medal. Poza sezonem zmagań sportowych jego waga przekracza 100 kg.
W kwietniu 2018 startował w Mistrzostwach Północno-Zachodniego Okręgu Federalnego. W kategorii mężczyzn do 95 kg zajął szóste miejsce.
Poza kulturystyką zajmuje się trójbojem siłowym. W listopadzie 2014 zajął pierwsze miejsce w zawodach "Ławka bez zasad" ("Жим Без Правил"), polegających na wyciskaniu sztangi leżąc. Zmagał się z ciężarem wynoszącym 100 kg. Został też całkowitym zwycięzcą tego turnieju. W 2015 powtórzył ten sukces: w kolejnej edycji zawodów "Ławka bez zasad" ponownie zdobył złoty medal w wyciskaniu sztangi o ciężarze 100 kg, a także uzyskał tytuł mistrza absolutnego.

## Warunki fizyczne
- wzrost: ok. 175−180 cm
- waga w sezonie zmagań sportowych: 95 kg
- waga poza sezonem wzmagań sportowych: ponad 100 kg